# Casino Royale
 For alternative betydninger, se Casino Royale (flertydig). (Se også artikler, som begynder med Casino Royale)
Casino Royale (Banko for døden) er den første i en serie af romaner om agenten James Bond skrevet af Ian Fleming. Bogen udkom på engelsk i 1953 og er siden da blevet filmatiseret hele tre gange: en gang til tv i 1954, en gang som parodi i 1967 og i 2006 som en slags ny start på serien af Bond-film fra Eon Productions.

## Plot
Den franske fagforeningsleder Le Chiffre har mistet et millionbeløb, der tilhører kommunisterne og forsøger nu at genvinde det i Casino Royale. Bond sendes dertil for at spille mod Le Chiffre og tappe ham for penge i håb om, at kommunisterne selv vil dræbe Le Chiffre.

## Filmatiseringerne
Casino Royale er filmatiseret tre gange:
- Tv-film: Casino Royale (film fra 1954)
- Parodi: Casino Royale (film fra 1967)
- 21. film i Eon-serien: Casino Royale (film fra 2006)